# ديمتريوس كونستانتوبولوس
ديمتريوس كونستانتوبولوس (باليونانية: Δημήτρης Κωνσταντόπουλος)‏ (29 نوفمبر 1978 اليونان - ) هو لاعب كرة قدم يوناني، يلعب كحارس مرمى.

## مسيرته الكروية
لعب ديمتريوس كونستانتوبولوس خلال مسيرته الاحترافية مع 11 ناديًا في خمسة وعشرون موسمًا ولم يسجل خلالها أي هدف ضمن 327 مباراة. ولم يفز بأي موسم بالكأس أو بالدوري.
خاض ديمتريوس كونستانتوبولوس مسيرته مع Kalamata F.C. ‏ في موسم 1996–97 في المرة الأولى ليلعب معه أربعة مواسم ثم في موسم 2001–02 لمدة موسم واحد، مشاركًا طوالها في 12 مباراة ولم يسجل أي هدف. ثم انتقل إلى نادي إيغاليو لكرة القدم في موسم 2000–01 لمدة موسم واحد، حيث شارك في 3 مباريات ولم يسجل أي هدف أيضًا. لينتقل بعدها إلى نادي فارنزي في موسم 2002–03 لمدة موسم واحد، لم يشارك في أي مباراة ولم يسجل أي هدف أيضًا. ثم انتقل إلى نادي هارتلبول يونايتد في موسم 2003–04 ليلعب معه أربعة مواسم، مشاركًا في 117 مباراة ولم يسجل أي هدف أيضًا. هذا وانتقل لاحقًا إلى نادي نوتينغهام فورست في موسم 2007–08 لمدة موسم واحد، لم يشارك في أي مباراة ولم يسجل أي هدف أيضًا. ثم انتقل بعدها إلى نادي كارديف سيتي في موسم 2008–09 لمدة موسم واحد، مشاركًا في 6 مباريات ولم يسجل أي هدف أيضًا. ليعود وينتقل من جديد، لكن هذه المرة إلى نادي كوفنتري سيتي في موسم 2009–10 لمدة موسم واحد، مشاركًا في 24 مباراة ولم يسجل أي هدف أيضًا. لينتقل بعدها إلى PAE Kerkyra ‏ في موسم 2010–11 لمدة موسم واحد، مشاركًا في 30 مباراة ولم يسجل أي هدف أيضًا. ثم لعب في نادي أيك أثينا في موسم 2011–12 ولمدة موسمين، مشاركًا في 33 مباراة ولم يسجل أي هدف أيضًا. ليعود ويرتحل عنه إلى نادي ميدلزبره في موسم 2013–14 ليلعب معه ستة مواسم، مشاركًا في 98 مباراة ولم يسجل أي هدف أيضًا.

## وصلات خارجية
ديمتريوس كونستانتوبولوس على موقع قاعدة بيانات كرة القدم.إي يو (الإنجليزية)
- ديمتريوس كونستانتوبولوس على موقع ناشيونال فوتبول تيمز (الإنجليزية)
- ديمتريوس كونستانتوبولوس على موقع Soccerbase.com (لاعب) (الإنجليزية)
- ديمتريوس كونستانتوبولوس على موقع Soccerway.com (الإنجليزية)
- ديمتريوس كونستانتوبولوس على موقع AS.com (الإسبانية)